# Taux de l'intérêt légal en France
Pour les articles homonymes, voir TIL.
Pour les autres articles nationaux ou selon les autres juridictions, voir Taux de l'intérêt légal.
Le taux de l'intérêt légal (TIL) est, en France, un taux d'intérêt s'appliquant, notamment, dans le cadre d'un prêt pour lequel un taux conventionnel n'a pas été fixé entre les parties (article 1907 du code civil), ou comme dommages-intérêts résultant du retard dans l'exécution d'un paiement (ancien article 1153 du code civil).

## Historique

### 1807-1975: deux taux, fixes
Dans un premier temps, il y a deux taux de l'intérêt légal, l'un en matière civile, l'autre en matière commerciale, et ces taux sont fixes.
Ils sont révisés à plusieurs reprises :
| Date             | Taux  | Taux       | Réf.    |
| Date             | Civil | Commercial | Réf.    |
| ---------------- | ----- | ---------- | ------- |
| 3 septembre 1807 | 5 %   | 6 %        | [ A 1 ] |
| 7 avril 1900     | 4 %   | 5 %        | [ A 2 ] |
| 18 avril 1918    | 5 %   | 6 %        | [ A 3 ] |
| 8 août 1935      | 4 %   | 5 %        | [ A 4 ] |

En 1959, le taux est défini en cas d'assignation en justice à 5 % en matière civile et 6 % en matière commerciale.

### 1975-2015: un seul taux, actualisé annuellement
Ces dispositions sont abrogées par la loi no 75-619 du 11 juillet 1975 qui leur substitue un seul taux, actualisé annuellement sur la base du taux d'escompte de la Banque de France au 15 décembre de l'année précédente.
L'article 12 de la loi no 89-421 du 23 juin 1989 change son mode de calcul et le définit comme la moyenne arithmétique des douze derniers TMB (moyenne mensuelle des taux de rendement actuariel des adjudications de bons du Trésor à taux fixe à treize semaines).
Ainsi, à partir de 1975, le taux de l'intérêt légal est successivement :
| Période                                                         | Taux                                                            | Taux                                                            |
| Taux d'escompte de la Banque de France (loi du 11 juillet 1975) | Taux d'escompte de la Banque de France (loi du 11 juillet 1975) | Taux d'escompte de la Banque de France (loi du 11 juillet 1975) |
| --------------------------------------------------------------- | --------------------------------------------------------------- | --------------------------------------------------------------- |
| 15 juill. - 31 déc. 1975                                        | 9,50 %                                                          |                                                                 |
| 1er janv. - 31 déc. 1976                                        | 8,00 %                                                          |                                                                 |
| 1er janv. - 31 déc. 1977                                        | 10,50 %                                                         |                                                                 |
| 1er janv. 1978 - 14 juill. 1989                                 | 9,50 %                                                          |                                                                 |
| Douze derniers TMB (loi du 23 juin 1989)                        |                                                                 |                                                                 |
| 15 juill. - 31 déc. 1989                                        | 7,82 %                                                          | [ B 1 ]                                                         |
| 1er janv. - 31 déc. 1990                                        | 9,36 %                                                          | [ B 2 ]                                                         |
| 1er janv. - 31 déc. 1991                                        | 10,26 %                                                         | [ B 3 ]                                                         |
| 1er janv. - 31 déc. 1992                                        | 9,69 %                                                          | [ B 4 ]                                                         |
| 1er janv. - 31 déc. 1993                                        | 10,40 %                                                         | [ B 5 ]                                                         |
| 1er janv. - 31 déc. 1994                                        | 8,40 %                                                          | [ B 6 ]                                                         |
| 1er janv. - 31 déc. 1995                                        | 5,82 %                                                          | [ B 7 ]                                                         |
| 1er janv. - 31 déc. 1996                                        | 6,65 %                                                          | [ B 8 ]                                                         |
| 1er janv. - 31 déc. 1997                                        | 3,87 %                                                          | [ B 9 ]                                                         |
| 1er janv. - 31 déc. 1998                                        | 3,36 %                                                          | [ B 10 ]                                                        |
| 1er janv. - 31 déc. 1999                                        | 3,47 %                                                          | [ B 11 ]                                                        |
| 1er janv. - 31 déc. 2000                                        | 2,74 %                                                          | [ B 12 ]                                                        |
| 1er janv. - 31 déc. 2001                                        | 4,26 %                                                          | [ B 13 ]                                                        |
| 1er janv. - 31 déc. 2002                                        | 4,26 %                                                          | [ B 14 ]                                                        |
| 1er janv. - 31 déc. 2003                                        | 3,29 %                                                          | [ B 15 ]                                                        |
| 1er janv. - 31 déc. 2004                                        | 2,27 %                                                          | [ B 16 ]                                                        |
| 1er janv. - 31 déc. 2005                                        | 2,05 %                                                          | [ B 17 ]                                                        |
| 1er janv. - 31 déc. 2006                                        | 2,11 %                                                          | [ B 18 ]                                                        |
| 1er janv. - 31 déc. 2007                                        | 2,95 %                                                          | [ B 19 ]                                                        |
| 1er janv. - 31 déc. 2008                                        | 3,99 %                                                          | [ B 20 ]                                                        |
| 1er janv. - 31 déc. 2009                                        | 3,79 %                                                          | [ B 21 ]                                                        |
| 1er janv. - 31 déc. 2010                                        | 0,65 %                                                          | [ B 22 ]                                                        |
| 1er janv. - 31 déc. 2011                                        | 0,38 %                                                          | [ B 23 ]                                                        |
| 1er janv. - 31 déc. 2012                                        | 0,71 %                                                          | [ B 24 ]                                                        |
| 1er janv. - 31 déc. 2013                                        | 0,04 %                                                          | [ B 25 ]                                                        |
| 1er janv. - 31 déc. 2014                                        | 0,04 %                                                          | [ B 26 ]                                                        |

### Depuis2015: deux taux, actualisés semestriellement
Ces dispositions sont abrogées par l'ordonnance no 2014-947 du 20 août 2014 qui définit, à partir du 1er janvier 2015, deux taux d'intérêt légal, révisables semestriellement :
- l'un applicable lorsque le créancier est une personne physique n'agissant pas pour des besoins professionnels,
- l'autre applicable dans les autres cas[3].

Le mode de calcul est précisé par le décret no 2014-1115 du 2 octobre 2014. Le taux d'intérêt légal dépend maintenant du taux de refinancement de la Banque centrale européenne, et :
- pour les particuliers, du taux moyen des crédits à la consommation ;
- pour les professionnels, du taux moyen des crédits de court terme aux entreprises.

Le niveau trop bas atteint par le taux d'intérêt légal a poussé à cette dissociation, avivée par les volumes de contentieux sur le taux effectif global des crédits.
| Période | Période      | Taux         | Taux           | Réf.     |
| Période | Période      | Particuliers | Professionnels | Réf.     |
| ------- | ------------ | ------------ | -------------- | -------- |
| 2015    | 1er semestre | 4,06 %       | 0,93 %         | [ C 1 ]  |
| 2015    | 2e semestre  | 4,29 %       | 0,99 %         | [ C 2 ]  |
| 2016    | 1er semestre | 4,54 %       | 1,01 %         | [ C 3 ]  |
| 2016    | 2e semestre  | 4,35 %       | 0,93 %         | [ C 4 ]  |
| 2017    | 1er semestre | 4,16 %       | 0,90 %         | [ C 5 ]  |
| 2017    | 2e semestre  | 3,94 %       | 0,90 %         | [ C 6 ]  |
| 2018    | 1er semestre | 3,73 %       | 0,89 %         | [ C 7 ]  |
| 2018    | 2e semestre  | 3,60 %       | 0,88 %         | [ C 8 ]  |
| 2019    | 1er semestre | 3,40 %       | 0,86 %         | [ C 9 ]  |
| 2019    | 2e semestre  | 3,26 %       | 0,87 %         | [ C 10 ] |
| 2020    | 1er semestre | 3,15 %       | 0,87 %         | [ C 11 ] |
| 2020    | 2e semestre  | 3,11 %       | 0,84 %         | [ C 12 ] |
| 2021    | 1er semestre | 3,14 %       | 0,79 %         | [ C 13 ] |
| 2021    | 2e semestre  | 3,12 %       | 0,76 %         | [ C 14 ] |
| 2022    | 1er semestre | 3,13 %       | 0,76 %         | [ C 15 ] |
| 2022    | 2e semestre  | 3,15 %       | 0,77 %         | [ C 16 ] |
| 2023    | 1er semestre | 4,47 %       | 2,06 %         | [ C 17 ] |
| 2023    | 2e semestre  | 6,82 %       | 4,22 %         | [ C 18 ] |
| 2024    | 1er semestre | 8,01 %       | 5,07 %         | [ C 19 ] |
| 2024    | 2e semestre  | 8,16 %       | 4,92 %         | [ C 20 ] |
| 2025    | 1er semestre | 7,21 %       | 3,71 %         | [ C 21 ] |
| 2025    | 2e semestre  | 6,65 %       | 2,76 %         | [ C 22 ] |

## Codification
Les dispositions relatives au taux de l'intérêt légal sont codifiées aux articles L. 313-2 et L. 313-3 du code monétaire et financier, lors de la création de la partie législative de ce code en 2000, et D. 313-1-A, lors de la réforme du taux applicable à partir de 2015.